# مزدا آرایکس-۴

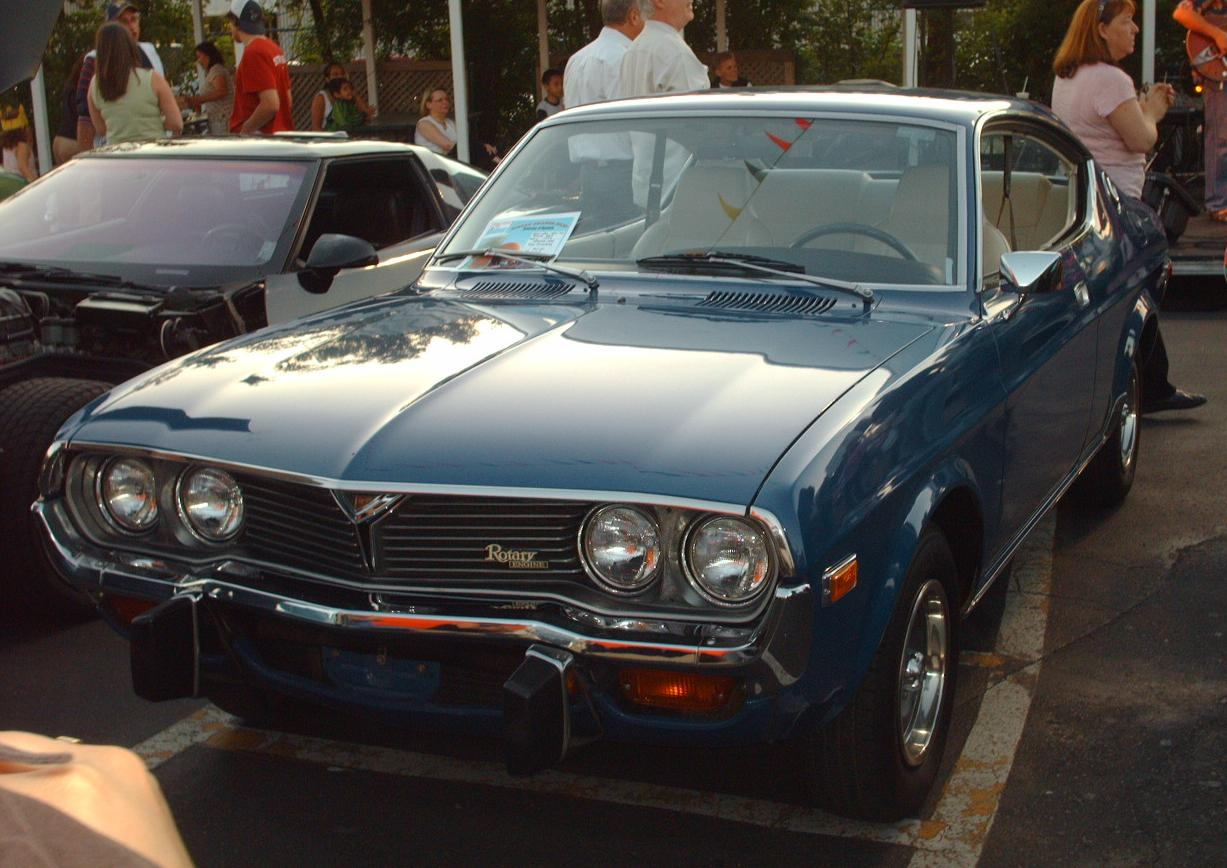

مزدا آرایکس‌-۴ (Mazda RX-۴) خودرویی است که در سال‌های ۱۹۷۲–۱۹۷۷ توسط شرکت مزدا در هیروشیما و ژاپن تولید شده‌است.
این خودرو در کلاس خودرو GT قرار گرفته و طراحی آن خودروهای موتور جلو-محور عقب بوده ‌است. سیستم جعبه‌دندهٔ آن ۳ دنده به دو صورت خودکار و دستی است.

## نگارخانه

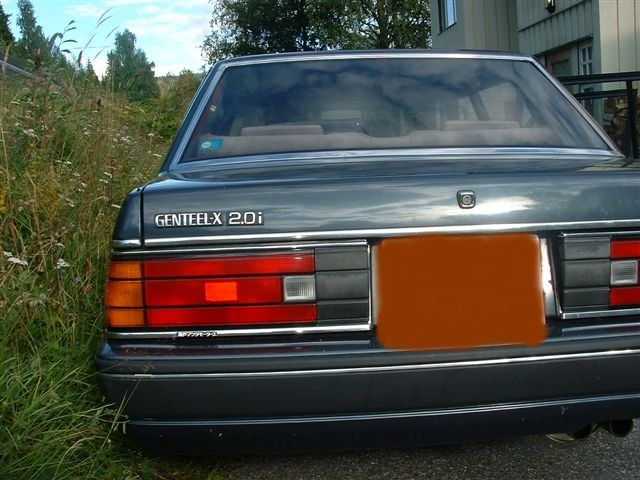
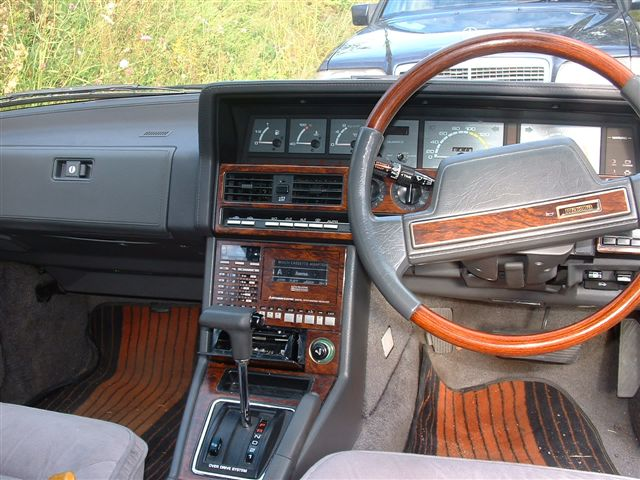